# Alyssum taygeteum
Alyssum taygeteum är en korsblommig växtart som beskrevs av Theodor Heinrich von Heldreich. Alyssum taygeteum ingår i släktet stenörter, och familjen korsblommiga växter. Inga underarter finns listade i Catalogue of Life.